# Џејн Ашер
Џејн Ашер (енгл. Jane Asher; Вилзден, 5. април 1946) је енглеска глумица и списатељица. Рано је стекла славу као дечија глумица и током своје каријере интензивно је радила на филму и телевизији.
Ашер се појављивала у ТВ емисијама и филмовима укључујући Смрт на сахрани (2007). Била је добро позната као девојка Пола Макартнија од 1963. до 1968. 

## Рани живот
Ашер је рођена у Лондону, у средини троје деце коју су родили Ричард и Маргарет Ашер, девојачки Елиот.  Њен отац је био консултант за крвне и менталне болести у болници Централ Мидлесекс, као и емитер и аутор запажених медицинских чланака. Ашерина мајка је била професор на Гилдхол школи за музику и драму. Ашер се школовала у школи Норт Бриџ Хаус и ПНЕУ школи за девојчице госпођице Ламберт у Падингтону, затим на Квинс колеџу у Лондону.   Ашерин старији брат је продуцент и менаџер Питер Ашер. 

## Глумачка каријера
Ашер се појавила у остварењима „Маска црвене смрти“ Роџера Кормана (1964) са Винсентом Прајсом, у Алфију са Мајклом Кејном (1966) итд.
Пошто је глумила саму Алису као 11-годишње дете у аудио снимцима Алисе у земљи чуда и кроз огледало 1958. године, Ашер је глумила праву Алисину (Алис Лидел) мајку, Лорину Лидел, у филму Дениса Потера Дете снова из 1985.
Године 1994. глумила је пратиљу из Доктора Хуа Сузан Форман у радио драми Шта се догодило Сузан Форман? Још једна запажена радио емисија била је у Даљим авантурама Шерлока Холмса 2002. године, у епизоди „Необичан прогон господина Џона Винсента Хардена“.

## Остали послови
Ашер је написао три романа: Чежња, Питање и Губитак, а објавио је више десетина књига о начину живота, костимима и украшавању торти. Ашер је власница компаније која прави торте за забаве и шећерне занате за посебне прилике. 

## Лични живот
Дана 18. априла 1963, 17-годишња Ашер је интервјуисала Битлсе  у Ројал Алберт Холу у Лондону и започела петогодишњу везу са Полом Макартнијем. У децембру 1963. Макартни се настанио у кући Ашерових у улици Вимпол и остао тамо све док се пар није преселио у Макартнијев сопствени дом који се налазио у Сент Џонс Вуду 1966. године. Макартни је написао неколико песама Битлса инспирисаних њом. Макартни и Ашер су на Божић 1967. објавили да су верени да би се венчали, а у фебруару и марту 1968. Ашер је пратила Битлсе и њихове партнере у Ришикеш како би присуствовао напредној сесији трансценденталне медитације са Махаришијем Махеш Јогијем. Средином 1968. године, Ашер се вратила у Лондон са глумачког задатка у Бристолу раније него што се очекивало и наводно је открио Макартнија у кревету са Френси Шварц. Обожавалац који је често лутао око куће у Кевендиш авенији тврди да је био сведок инцидента, рекавши: „Пол је довео ову Американку кући... [и мало касније]... други аутомобил је скренуо у Кевендиш авенију — то је била Џејн. Вратила би се... раније него што је требало. Џејн је ушла у кућу. Нешто касније, поново је изјурила и одвезла се." Убрзо након тога, Маргарет Ашер се одвезла до Кевендиш авеније да покупи ћеркине ствари. 
Дана 20. јула 1968. године, Ашер је јавно објавила Би-Би-Си да је њена веридба са Макартнијем отказана, што је најава шокирала многе људе, укључујући и самог Макартнија, који је ускоро почео да излази са Линдом Истман, са којом ће се оженити 1969. У време Ашерине објаве, Макартни је био у кући свог оца са Шварцом поред њега. Иако је Шварц потврдио да их је Ашер видела заједно у кревету, она тврди да она није била једини разлог за раскид и да је пар био на ивици растанка пре него што је Ашер ушла. . Аутори Хантер Дејвис и Бери Мајлс наводе да је веза увек имала неколико проблема, а један од њих је да је Макартни желео да Ашер одустане од глумачке каријере након што су се венчали, што је Ашер одбила. . Још један проблем у вези била је Макартнијева употреба дроге и близак однос са Џоном Леноном. Након што се вратио у Лондон са петомесечне глумачке турнеје по Сједињеним Државама у мају 1967. године, Ашер је открио да је Макартни потпуно другачији, поверивши Дејвису да се Макартни „толико променио. Био је на ЛСД-у, који нисам делио. Био сам љубоморан на сва духовна искуства која је имао са Џоном. Целог дана је долазило петнаест људи. Кућа се променила и била је пуна ствари за које нисам знао.“ 
Ашер је присуствовао лондонској премијери последњег филма Битлса 1970. године Let It Be, заједно са бившом супругом Џона Ленона Синтијом, иако бивши Битлси нису присуствовали. 
Године 1971. Ашер је упознала илустратора Џералда Скарфа.  Венчали су се 1981. и имају троје деце.  Ашер не воли да разговара о својој вези са Макартнијем. Она је 2004. изјавила: „Срећно сам у браку 30 и нешто година. То је увредљиво.“ 